# Скокув (Великопольське воєводство)
Скокув (пол. Skoków, нім. Springfeld) — село в Польщі, у гміні Борек-Велькопольський Гостинського повіту Великопольського воєводства.
Населення — 255 осіб (2011).
У 1975-1998 роках село належало до Лешненського воєводства.

## Демографія
Демографічна структура станом на 31 березня 2011 року:
|          | Загалом | Допрацездатний вік | Працездатний вік | Постпрацездатний вік |
| -------- | ------- | ------------------ | ---------------- | -------------------- |
| Чоловіки | 127     | 33                 | 83               | 11                   |
| Жінки    | 128     | 25                 | 80               | 23                   |
| Разом    | 255     | 58                 | 163              | 34                   |